# Te lo pido por favor
«Te lo pido por favor» es una exitosa canción y un sencillo del cantautor mexicano Juan Gabriel, de su vigesimooctavo álbum de estudio Pensamientos (1986). La canción es un tema ranchero que habla de un agradecimiento incondicional y eterno hacía una mujer de la cual está completamente enamorado. Fue lanzado como el cuarto sencillo del álbum en mayo de 1987. La canción ha sido catalogada como otra más de las mejores canciones del artista según los críticos musicales y fue uno de los sencillos con mejor desempeño durante los años 80 en México. 

## Lista de canciones

### CD - Promo[5]
| Te lo pido por favor/Solo se que fue en marzo — Single |                            |          |  |
| N.º                                                    | Título                     | Duración |  |
| 1.                                                     | «Te lo pido por favor»     | 3:30     |  |
| 2.                                                     | «Solo se que fue en marzo» | 3:57     |  |

## Versiones
Gabriel ha regrabado la canción dos veces, la primera para su álbum recopilatorio, Por Los Siglos (2001), y a dúo con el también cantautor puertorriqueño Luis Fonsi en su álbum de estudio número 28, Los Dúo (2014).
En 2002 la agrupación Jaguares la popularizó en versión rock para su álbum El primer instinto.A año siguiente (2003) Banda el Recodo hizo su propia versión en banda para su álbum Los primeros años.  Su versión también recibió reacciones positivas de los críticos musicales y del público ganando un Grammy Latino. En 2010 Marc Anthony realiza una versión en salsa del tema para su álbum tributo Iconos. En 2017 Ximena Sariñana también realizó otra versión en A Juan Gabriel: Con amor enterno.